# سيرجي فودوبيانوف
سيرجي فودوبيانوف (بالروسية: Сергей Владимирович Водопьянов)‏ (مواليد 20 سبتمبر 1987) هو ملاكم روسي، مثّل بلاده في الألعاب الأولمبية الصيفية في دورتي 2008 و2012.

## روابط خارجية
سيرجي فودوبيانوف على موقع أوليمبيديا (الإنجليزية)